# Kudzanai Chiurai

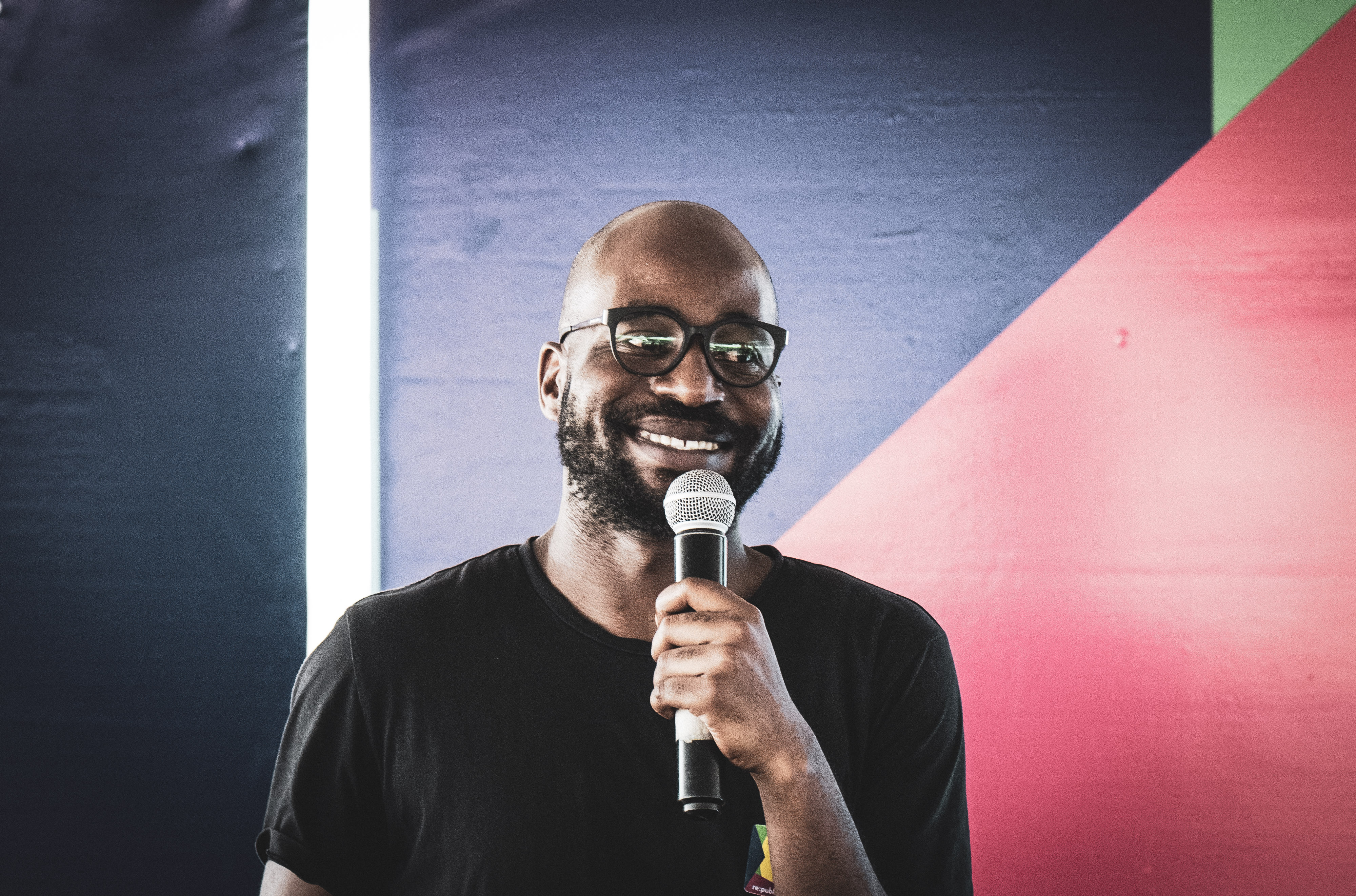
Kudzanai Chiurai (2018)

Kudzanai Chiurai (* 1981 in Salisbury) ist ein simbabwisch-südafrikanischer Fotograf, Maler Grafiker und Filmschaffender.

## Leben und Werk
Kudzanai Chiurai wurde in Simbabwe geboren und ging ins Exil nach Südafrika. Er gehört zur afrikanischen „Born-Free generation/Generation der frei Geborenen“ und graduierte als erster schwarzer Student an der Universität Pretoria mit dem Bachelor of Fine Arts in Malerei.
Anfangs malt er Landschaften und Porträts. Er erweitert später sein Repertoire um Fotografie, Zeichnung, Film, Malerei und Skulptur. Beeinflusst von unter anderem Jean-Michel Basquiat und Banksy verwendete er auch Schablonen und Sprühfarbe, um Außenbilder zu erstellen. Chiurai kombiniert Gemälde und Zeichnungen mit Videos und Fotografien. Er spricht Themen wie Demokratie und Fremdenfeindlichkeit an. Chiurais frühe Arbeiten konzentrierten sich auf die politischen, wirtschaftlichen und sozialen Bedingungen seines Heimatlandes Simbabwe und dessen Entwicklung vom Kolonialismus über die Unabhängigkeit bis heute. „Danach begann Chiurai, sich für Fremdenfeindlichkeit und Vertreibungen im südlichen Afrika zu interessieren und schuf Filme und Gemälde, die von der psychischen und physischen Erfahrung des Lebens in den Johannesburger Innenstadtbezirken handeln.“
Kudzanai Chiurai inszeniert in seinen fotografischen Bühnenbildern für „Genesis [Je n'isi isi]“ verschiedene Situationen aus den Reiseberichten von David Livingstone. Er ändert die Akteure: Der Figur des europäischen Forschungsreisenden werden Protagonisten der afrikanischen Vergangenheit gegenübergestellt. Kudzanai Chiurai setzt damit der tradierten europäischen Erzählung eine eigene Geschichtsschreibung entgegen.

## Ausstellungen (Auswahl)
- 2007: Graceland at Obert Contemporary (Johannesburg, South Africa: 2007);
- 2011: Impressions from South Africa, 1965 to Now at the Museum of Modern Art in New York
- 2011: Figures & Fictions: Contemporary South African Photography, Victoria and Albert Museum, London
- 2012: Conflict Resolution dOCUMENTA (13), Kassel
- 2014: The Divine Comedy: Heaven, Purgatory and Hell Revisited kuratiert von Simon Njami at Museum für Moderne Kunst, Frankfurt
- 2014–2015: Defining the State of the Nation at the Zeitz MOCAA Pavilion (Cape Town, South Africa: 2014–2015)
- 2015: SCAD Museum of Art, Savannah (Georgia) USA
- 2015: Iyeza at the RISD Museum (Rhode Island, USA: 2015);
- 2015: Selections from Revelations at MoCADA (New York, USA: 2015);
- 2015: revelações, Kulungwana Gallery, Maputo, Mozambique